# Carmen Barradas
María del Carmen Pérez Giménez (Montevideo, 18 de marzo de 1888-Ib., 12 de mayo de 1963), conocida como Carmen Barradas, fue una de las mayores pianistas y compositoras uruguayas. Autora del tríptico Fabricación, Aserradero y Fundición, la Oración a Santos Vega, Taller mecánico, entre otras.
Fue contemporánea de los principales músicos uruguayos del período nacionalista (Eduardo Fabini, Luis Cluzeau Mortet, Alfonso Broqua, entre otros). Pero al igual que Carlos Estrada, César Cortinas y Héctor Tosar no se vinculó a este proceso y se mantuvo al margen de la escena mayoritaria de la música culta uruguaya de ese entonces.

## Biografía
El 18 de marzo de 1888 nació María del Carmen Pérez Giménez en la calle Daymán 284 (hoy Julio Herrera y Obes). Fue la hija mayor del matrimonio de Antonio Pérez Barradas, pintor, decorador de paredes y de Santos Giménez Rojas, ambos españoles residentes en Montevideo. Fue la madre del pintor Rafael Barradas y de Antonio, poeta cuyo seudónimo literario fue Antonio de Ignacios. El 4 de enero de 1890 nació Rafael Manuel Pérez Giménez y el 4 de julio de 1893 Antonio Ignacio Pérez Giménez. Rafael adoptó el apellido de la abuela paterna y Carmen su nombre completo.
Tempranamente en 1893, se manifiesta su inclinación musical. Fue en 1894 que es escuchada por el Maestro Antonio Frank, quien se ofrece a los padres para darle clases de solfeo.
En 1898 muere su padre, Antonio Pérez Barradas, por lo que surgen graves problemas económicos que obligan a suspender las clases de solfeo con Frank. Gracias a la generosidad de unas amigas de su madre comienza el estudio del piano con las profesoras Albina Miraldi de Rainieri y Nicomedes Pelufo de Santini. En 1904 a instancias del Profesor Marín López obtiene una beca de estudios en el Conservatorio «La Lira» para continuar estudiando piano.
1906 es el año probable de su primera composición: Ilusión de artista.

### Radicación en España
En 1915 el 14 de abril, Rafael Barradas, ya en España, contrae matrimonio con Simona (Pilar) Lainez en el Santo Templo Metropolitano, Basílica del Pilar, de Zaragoza. El 2 de mayo Carmen Barradas obtiene el título de Profesora de Piano con la Profesora Aurora Pablo en el Conservatorio «del Uruguay» dirigido por Vicente Pablo.
Ese mismo año, el 2 de octubre, parte para Europa con destino a Barcelona en el vapor Reina Victoria Eugenia; viaja toda la familia al encuentro de Rafael, lo hacen como españoles y en la calidad de jornaleros de a bordo, en un camarote de tercera clase. (Archivo de Migración año 1915, Vapor Victoria Eugenia).
En este año es presentada por Joaquín Torres García a la familia de Cipriano Montolín donde da a conocer sus Miniaturas.
Durante 1919 vive una época de ensayos y en 1920 comienza una nueva etapa en su carrera compositiva.
Es 1922 el año del famoso tríptico Fabricación, Aserradero y Fundición y de obras que los críticos europeos calificaron de futuras obras de orquesta. Este mismo año el 24 de febrero Carmen Barradas da su primer concierto en España en el Teatro del Centro. El 22 de diciembre ofrece su segundo concierto en el Ateneo de Madrid. En 1927 compone Procesión de Semana Santa en Hospitalet de Llobregat.
El 7 de febrero de 1928 es cuando realiza su tercer concierto en el estudio particular del Arquitecto Sastre en el Paseo de Gracia de Barcelona. Allí Carmen estrena obras muy importantes: Piratas, Taller mecánico y Cabalgata de reyes.

### Vuelta a Montevideo
El 5 de noviembre de 1928  partieron los Barradas de Barcelona y el 25 del mismo mes toca puerto en Montevideo el vapor Infanta Isabel de Borbón. A escasos dos meses y medio del regreso, muere Rafael Barradas el 12 de febrero de 1929.
El Montevideo renovador de la década del veinte no contó con Rafael y Carmen para darle forma. Pero también es cierto que, tanto Rafael como Carmen, generaron una notoria resistencia en los núcleos de sus respectivas artes. Fueron sus amigos escritores, poetas y filósofos, más que pintores y músicos. Se mantuvieron particularmente alejados de aquellos artistas pertenecientes al oficialismo.

### Labor docente y creación del cancionero infantil
En marzo de 1929, a pocos días de la muerte de su hermano, Carmen Barradas ingresa al Instituto Normal como profesora de Canto. 
El 4 de octubre de 1930 se realiza en el Ateneo de Montevideo la «Exposición Barradas», con motivo del año del centenario de la Jura de la Constitución. Carmen Barradas conoce a Baltasar Brum, expresidente de la República, quien preside este homenaje.
Carmen Barradas funda su propia Coral con alumnas del Instituto Normal. También en 1930 la editorial de partituras del compositor Raimundo Marotti publica tres canciones infantiles de Carmen Barradas.

### Conciertos en Montevideo, Galería Barradas y Andresillo
En 1933 compone Oración a Santos Vega que dedica a su padre Antonio, a su hermano  Rafael y al escritor José Pedro Bellán.
Hasta el 2 de agosto de 1933 Carmen Barradas compone en silencio, dedicada a la docencia. En esta fecha Barradas organiza una conferencia-concierto con exposición de obras de su hermano en su galería particular, la galería Barradas. Este será su cuarto concierto. En esta oportunidad acompaña a la soprano María V. de Müller y el pianista Hugo Balzo ejecuta obras de la autora. También participa el Coro de Señoritas del Instituto Normal, que interpreta obras de autores nacionales, dirigido por la compositora. Data de esta época la dedicatoria de Fabricación a Hugo Balzo.
El 9 de noviembre de 1933 se realiza el quinto concierto de Carmen Barradas en el Ateneo de Montevideo. La soprano María Vinent de Müller, a través de su institución «Arte y Cultura Popular», organiza un homenaje a Carmen Barradas, finalizando este acto con la participación al piano de la compositora.
En enero-febrero de 1934 Federico García Lorca visita Montevideo y realiza en el cementerio del Buceo un emotivo homenaje a Rafael Barradas. Carmen Barradas compone este año la andaluza La niña de la mantilla blanca dedicada a Joaquín Torres García y dedica su obra Boda en la aldea escrita en Madrid en 1919, a María V. de Müller.
El 23 de julio de 1934 sexto y último concierto de Carmen Barradas auspiciado por un extenso número de personalidades de Uruguay, en el Teatro 18 de Julio.
El 14 de enero de 1935 se presenta al concurso de Remuneraciones Artísticas organizado por el entonces Ministerio de Instrucción Pública y Previsión Social (hoy Ministerio de Educación y Cultura) con las obras La niña de la mantilla blanca y Aurora en la enramada. Sus obras no son seleccionadas.
En 1937, Hugo Balzo toca Fabricación en la sala Pleyel de París. 
En 1939 Carmen Barradas publica la partitura de Fabricación en Montevideo y en marzo de este año, Pablo Neruda visita la Galería Barradas, en un encuentro con poetas uruguayos entre los que se encontraban Jesualdo Sosa y Roberto Ibáñez.
En la Galería Barradas se efectúan conciertos, conferencias, charlas y encuentros con la asistencia de personalidades de la cultura uruguaya. Allí ofrecieron conferencias Jules Supervielle, Luisa Luisi y el compositor y director de orquesta mexicano Carlos Zozaya.

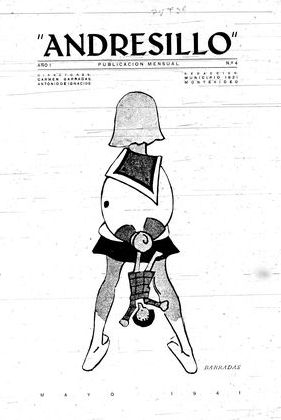
Carátula de la revista Andresillo. N.º 4.

En 1940 Carmen Barradas y su hermano Antonio de Ignacios publican el primer ejemplar de la revista Andresillo. En la revista se publicaron canciones infantiles de Carmen, con comentarios de Antonia Lainez, ilustraciones de cuentos infantiles de Rafael, poemas de Antonio de Ignacios y otras colaboraciones. Estas publicaciones costeadas por la familia, tuvieron muy corta vida. Se editaron solamente seis ejemplares.
En 1941 obtiene la efectividad en los Institutos Normales y en 1942, realiza la versión para dos pianos de Fabricación. El 19 de diciembre se produce el encuentro con el crítico Roberto Lagarmilla. También compone este año en memoria de Alfonsina Storni, su obra para piano Mar-Tragedia-Misterio que queda inconclusa. 
En 1943, es designada para dar clases en la Escuela N.º 45 de segundo grado.
En 1944, entrega su currículum al crítico Roberto Lagarmilla y se conocen con la pianista Néffer Kröger.
El 22 de noviembre de 1945, se efectúa el primer recital de obras de Carmen Barradas a cargo de Néffer Kröger en la Biblioteca Artigas de Colón.
En 1946 dedica su Estudio en si bemol menor antiguo, escrito en 1941, a Néffer Kröger y el Baile inglés, escrita en 1920 en Madrid, a la pianista Victoria Schenini.
En 1947, Ángelo Turriziani ejecuta la Procesión en Hospitalet de Llobregat en el anfiteatro de la Facultad de Arquitectura.
En 1948 la sacuden dos grandes pérdidas, el 24 de agosto muere Antoñita Lainez de Sicardi, cuñada de Rafael. Y el 31 de agosto, en su domicilio de la calle Municipio 1621, fallece Doña Santos Giménez de Pérez Barradas, madre de los artistas. 
En 1952 se acoge a la jubilación. El 14 de mayo de 1958 muere Pilar Lainez de Pérez Barradas. También será el año en que Carmen escribe su última obra, el Estudio rítmico en mi bemol menor.
El 5 de febrero de 1963 falleció su hermano Antonio de Ignacios y el 12 de mayo Carmen Barradas. Es enterrada en el panteón de la familia Piccardo, en el Cementerio Central. A su muerte se perdió gran parte de sus manuscritos, junto con varios cuadros y dibujos de su hermano pintor que cayeron en manos de oportunistas que aprovecharon la situación para desvalijar su pequeño apartamento de Arenal Grande 1329 ap. 1.

### Sus intérpretes
En 1937, Hugo Balzo toca Fabricación en la sala Pleyel de París. Además la toca en varias oportunidades en Europa, Estados Unidos, Argentina y México. 
El 22 de noviembre de 1945, se efectúa el primer recital de obras de Carmen Barradas a cargo de Néffer Kröger en la Biblioteca Artigas de Colón. Este fue el inicio de una gran obra de divulgación iniciada por Néffer Kröger, que continuó ofreciendo recitales con obras de Carmen Barradas durante toda su vida, además de brindarle innumerables homenajes, grabar discos con sus obras, efectuar charlas y conciertos, escribir artículos sobre ella y elaborar dos extensos trabajos titulados Carmen Barradas y Aportes para el estudio del Sistema Poligonal de Carmen Barradas. 
La presentación del libro “Carmen Barradas una auténtica vanguardista” que contiene estos trabajos se realizó el 18 de marzo de 2015 en Montevideo, con un Concierto-Homenaje en el que se interpretaron obras de Carmen Barradas.
En esta publicación póstuma el compilador es el Maestro Julio César Huertas.
También han colaborado con la divulgación de la obra de Carmen Barradas los pianistas Alicia Escuder, Victoria Schenini, Hugo Balzo, Héctor Tosar, Luis Batlle Ibáñez y Julio César Huertas. Los cantantes Martha Fornella, Carmen Méder, Gloria de León, Silvina Arroyo, Yanel López y Eduardo Garella; el organista Ángelo Turriziani; el bandoneonista Pablo Borda; el guitarrista Amílcar Rodríguez Inda y el Coro de Niños del Instituto Crandon dirigido por la Profesora María Angélica Lagomarsino de Peyrot.